# Жвалы

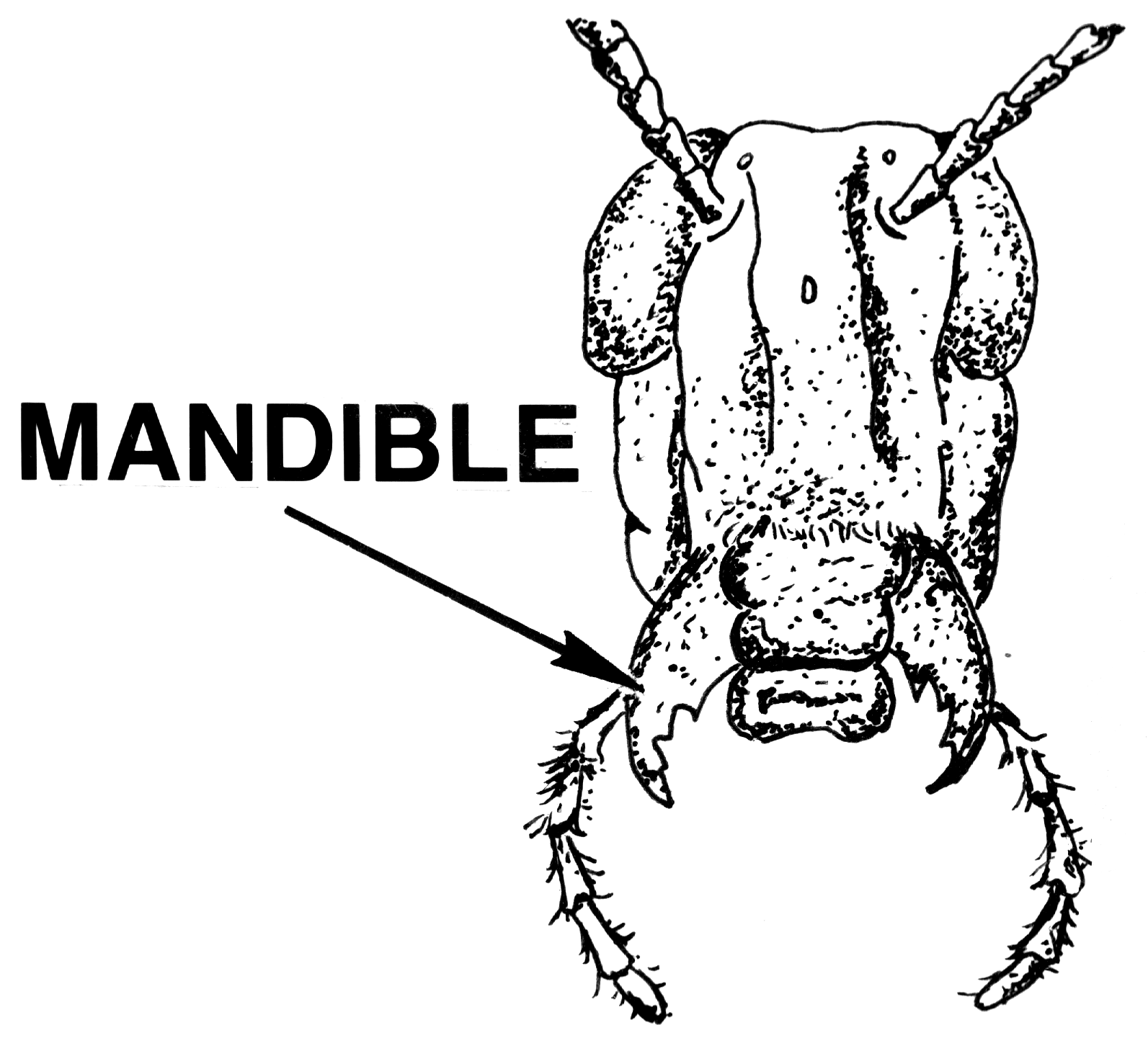
Жвалы (мандибулы)

Жва́лы, или манди́булы (лат. mandibules) — верхние (парные) челюсти ротового аппарата членистоногих, а также некоторых хищных многощетинковых червей. У ракообразных, многоножек, насекомых и ряда хищных многощетинковых червей служат для захватывания, разгрызания и размельчения пищи, а у общественных насекомых (муравьи, пчёлы, осы, шмели, термиты) также и для построения гнёзд.

## Описание

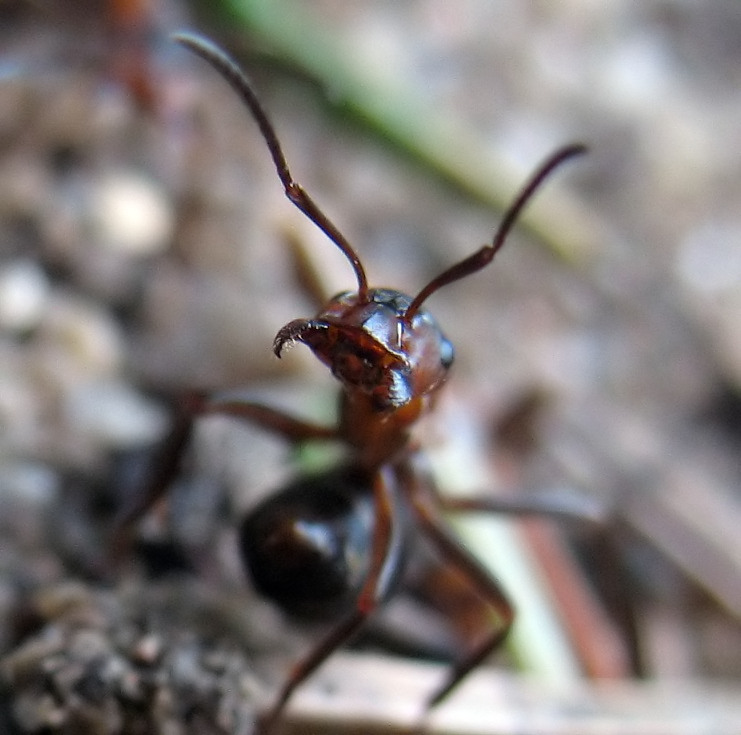
Муравей в позе угрозы с открытыми жвалами

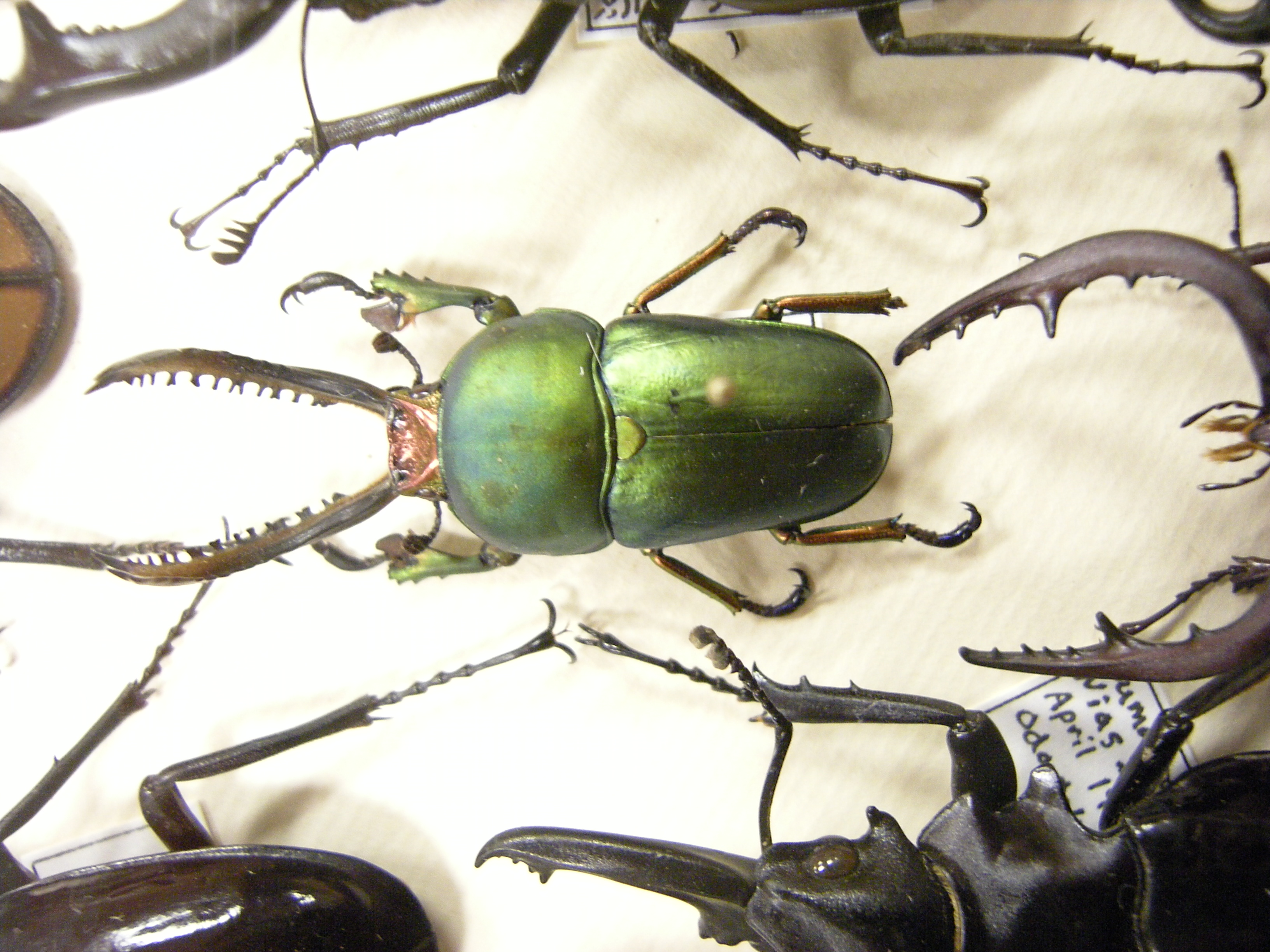
Жук Neolamprina sp., Scarabaeidae

Форма жвал сильно различается у разных групп членистоногих, особенно разнообразны они у насекомых. У членистоногих челюсти хитиновые и, как правило, расположены горизонтально. Жвалы несут на жевательном крае сильные хитиновые утолщения и зубцы.
Морфология мандибул зависит от специализации всего ротового аппарата, в состав которого они входят наряду с нижними челюстями (максиллами), нижней губой (лабиум) и другими его частями.
Различают несколько типов ротовых органов, из которых первичным является грызущий, предназначенный для разрывания и поглощения более или менее твёрдой пищи. В этом случае жвалы могут быть особенно крупными и разнообразными. В процессе эволюции возникло несколько модификаций этого исходного типа для потребления жидкой пищи, которые у разных сосущих групп насекомых устроены по-разному. Жвалы при этом в разной степени редуцируются. В одних случаях сосание связано с проколом пищевого субстрата и возникает колюще-сосущий ротовой аппарат (клопы, тли, комары и др.), в других приём пищи не сопровождается проколом, как, например, у большинства бабочек. Особую модификацию представляет мускоидный тип ротового аппарата, возникший у мух и приспособленный к потреблению как жидкой, так и твёрдой пищи.
Другой путь развития исходного ротового аппарата наблюдается у скрыточелюстных, нижняя губа которых слилась с т. н. оральными складками, образовав парные челюстные карманы, в которые погружены мандибулы и максиллы.

## Жуки

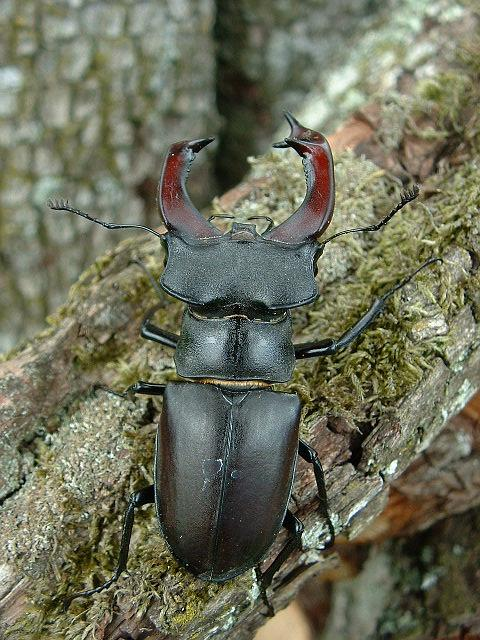
Жвалы-рога жука-оленя

Самые крупные жвалы (мандибулы) известны у представителей отряда жесткокрылые. Хорошо заметные разветвлённые рога самцов жука-оленя (семейство жуки-рогачи Lucanidae) и есть его жвалы.
Большинство жуков и их личинок имеют крепкие грызущие жвалы (например, жуки-дровосеки Cerambycidae). У них они очень разнообразны по форме, зависящей от их кормовой специализации.
Жужелицы (Carabidae) из трибы Cychrini имеют длинные верхние челюсти, которые выступают далеко перед ними и помогают им доставать улиток прямо из раковин.

## Прямокрылые
Крупные челюсти имеют саранчовые, кузнечиковые и другие представители отряда прямокрылые.

## Муравьи, пчёлы, осы

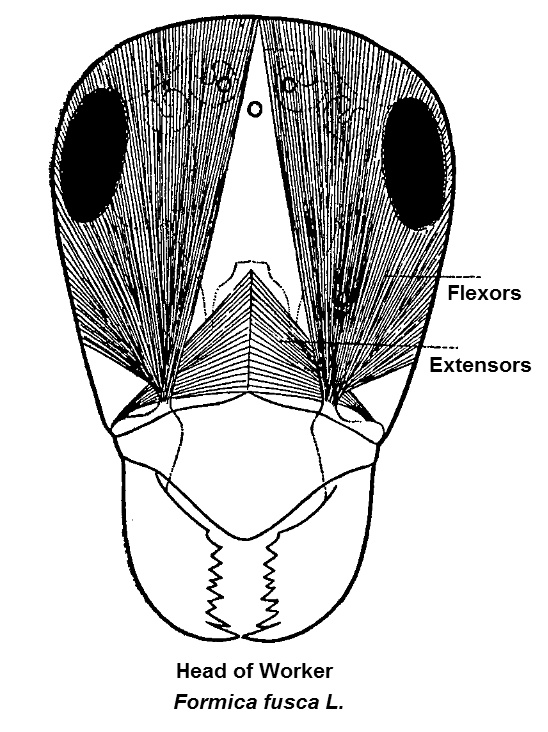
Мускулатура жвал муравья

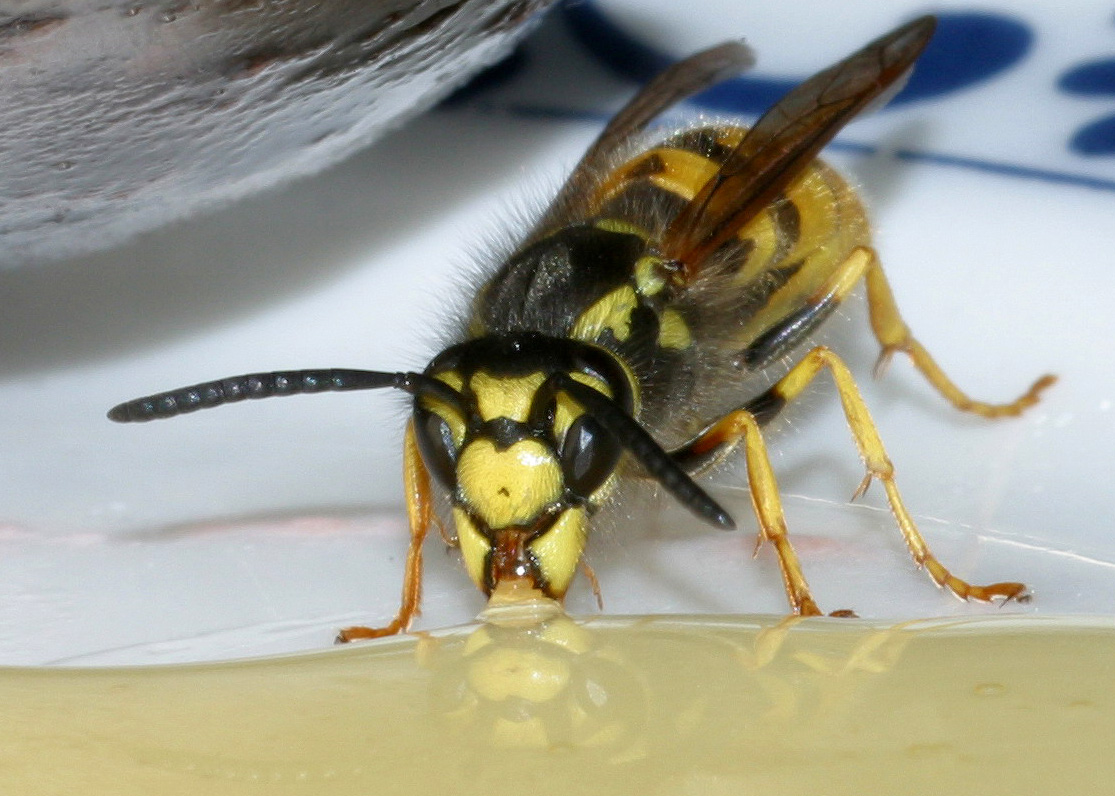
Пьющая оса

Большинство взрослых (имаго) перепончатокрылых (Hymenoptera) имеют жевательные мандибулы, напоминающие исходный тип, произошедший от древних форм тараканов. Жвалы используются для отрезания частей растений, рытья норок для гнезда, удерживания и убийства добычи. При этом нижние части ротового аппарата приспособлены для слизывания сладких соков (нектара). Это делает перепончатокрылых практически единственным отрядом насекомых, чей ротовой аппарат одновременно и грызущий, и лижущий.

## Двукрылые
У некоторых представителей двукрылых насекомых (у мух и комаров (семейство Culicidae)), сосущих кровь позвоночных, мандибулы превратились в стилеты для прокалывания кожи.
Большинство мух (например, комнатная муха Musca domestica) утратили жвалы, так их ротовой аппарат предназначен только для поглощения жидкой пищи.

## Пухоеды и вши
У пухоедов верхние челюсти сохраняются в составе грызущего ротового аппарата. У вшей (Anoplura), имеющих колюще-сосущий ротовой аппарат, мандибулы редуцированы, есть только стилеты.

## Чешуекрылые
Также утратили жвалы взрослые стадии развития бабочек (Lepidoptera), у которых образовался сосущий хоботок. Исключение составляют Зубатые моли (семейство Micropterigidae), у которых имеются мандибулы. Однако у всех их гусениц имеются крепкие мандибулы грызущего типа.